# Reel
Reel – taniec ludowy w metrum 4/4, 2/2 lub 2/4. W Szkocji jest to jeden z czterech tradycyjnych tańców. W Irlandii nazywa się tak każdy taniec, który jest wykonywany do muzyki w powyższym rytmie, oraz utwory w nim grane. Według niektórych źródeł pochodzi z Francji, skąd przybył w początkach XVIII wieku. Taniec szybki, o dynamicznej melodii, realizowanej w przebiegach ósemkowych. Akcentowanie na mocną część taktu (1 i 3 uderzenie). 
Większość reeli ma strukturę dwuczęściową, każda część grana jest dwukrotnie, co daje ogólnie 32-taktowy utwór, który najczęściej powtarzany jest dwu- lub trzykrotnie i łączony z jednym lub dwoma innymi utworami granymi w ten sam sposób.